# Софійський тролейбус
Софійський тролейбус (болг. Тролейбуси в София) — діюча в столиці Болгарії місті Софії тролейбусна система.
Експлуатуючою організацією мережі софійського тролейбусу є Софійський центр громадського транспорту (болг. Център за градска мобилност — София). 

## З історії
Тролейбусний рух у Софії почав розвиватись пізніше за інші види громадського транспорту (автобус і трамвай), і був відкритий у 1941 році. Перша тролейбусна лінія була завдовжки 3 км, і сполучала середмістя з районом Горна баня.
У 1950—60-і роки тролейбусний рух у столиці Болгарії розвивався особливо бурхливо — будувалась тролейбусна мережа, відкрились 2 депа („Сточна гара“ і „Надежда“) із загальною потужністю на 160 машин. А 1951 року було започатковано виробництво вітчизняних (болгарських) тролейбусів.
У 1987 році було відкрито нове депо „Искър“ на 130 тролейбусів.
Нині (2000-ні) діє 11 маршрутів софійського тролейбусу, що обслуговуються 2-ма парками («Надежда» та «Искър»).

## Маршрути
| № маршруту | Траса слідування                                                                               | Обслуговуючий парк |
| ---------- | ---------------------------------------------------------------------------------------------- | ------------------ |
| 1          | Житловий комплекс "Левски Г" — Софійський університет — Руський пам'ятник — 5-а міська лікарня | Левски/Надежда     |
| 2          | ЖК "Хаджи Димитър" — ЖК "Бъкстон"                                                              | Искър              |
| 3          | ЖК "Левски Г" — УЛАЛ Св. Анни                                                                  | Искър              |
| 4          | ЖК "Хаджи Димитър" — ЖК "Дружба 2"                                                             | Искър              |
| 5          | ЖК "Младост 2" — Шляхопровід Надежда                                                           | Надежда/Искър      |
| 6          | ЖК "Люлин 3" — пл. Сточна гара                                                                 | Надежда            |
| 7          | ЖК "Люлин 3,4" — пл. Сточна гара — ЖК "Гоце Делчев"                                            | Надежда            |
| 8          | Лікарня св. Анни — ЖК "Гоце Делчев"                                                            | Искър              |
| 9          | ЖК "Борово" — пл. Сточна гара                                                                  | Надежда            |
| 11         | ЖК "Дружба 1" — пл. Сточна гара                                                                | Искър              |

## Рухомий склад
Згідно з даними спеціалізованого сайту transphoto.ru, станом на 2010 рік автопарк софійського тролейбусу нараховує понад 150 тролейбусів.
Основу парку становлять машини Ikarus-280T (уніфіковані за кузовом з автобусом Ikarus-280). У незначній кількості в наявності також є такі моделі:
- Gräf & Stift NGE152 компанії Gräf & Stift - 8 штук;
- Cobra GD 272 (кузов турецької компанії Güleryüz, електрообладнання софійської компанії Трамкар) — 3 штуки;
- Skoda 26TR - 30 штук;
- Skoda 27TR - 50 штук (поставка очікується в 2014).

## Галерея

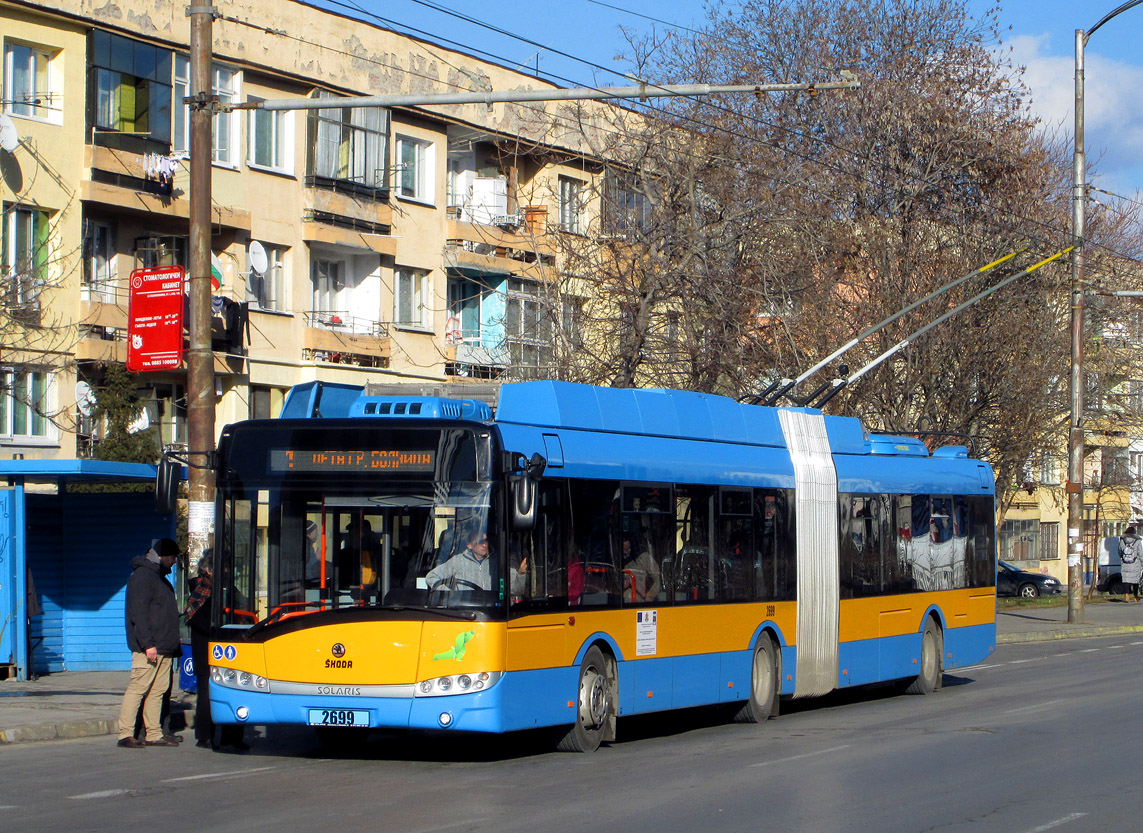
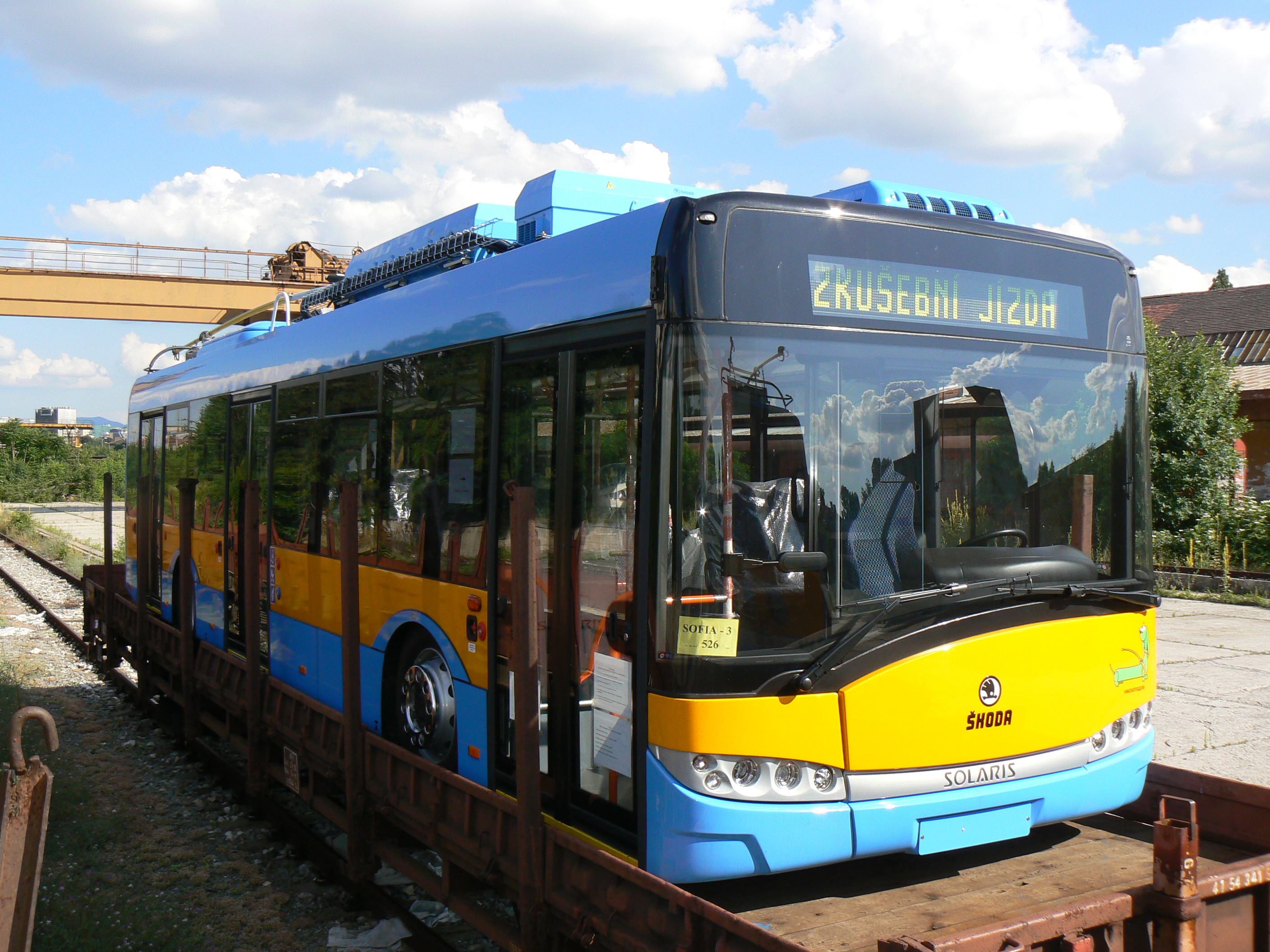
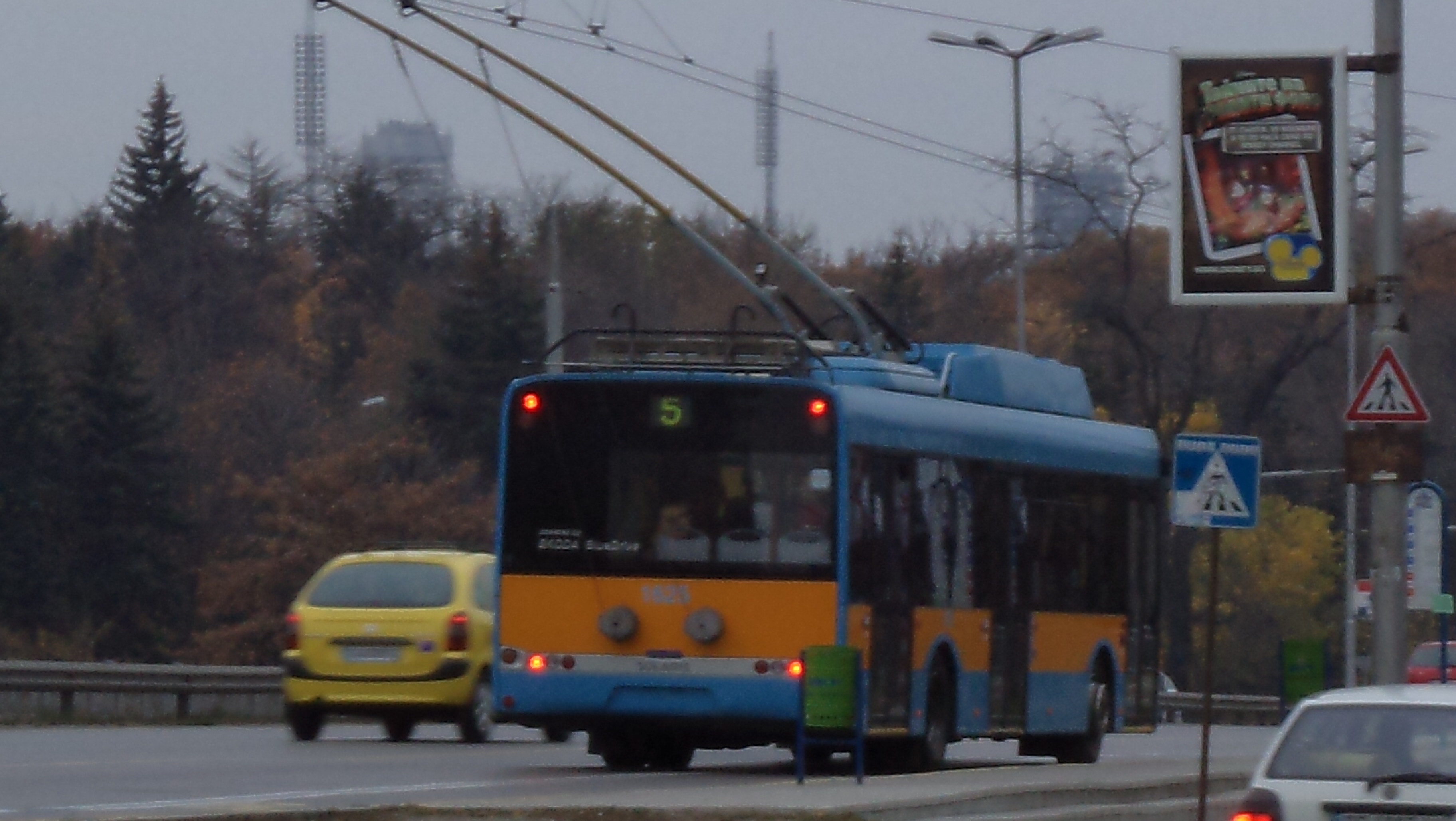
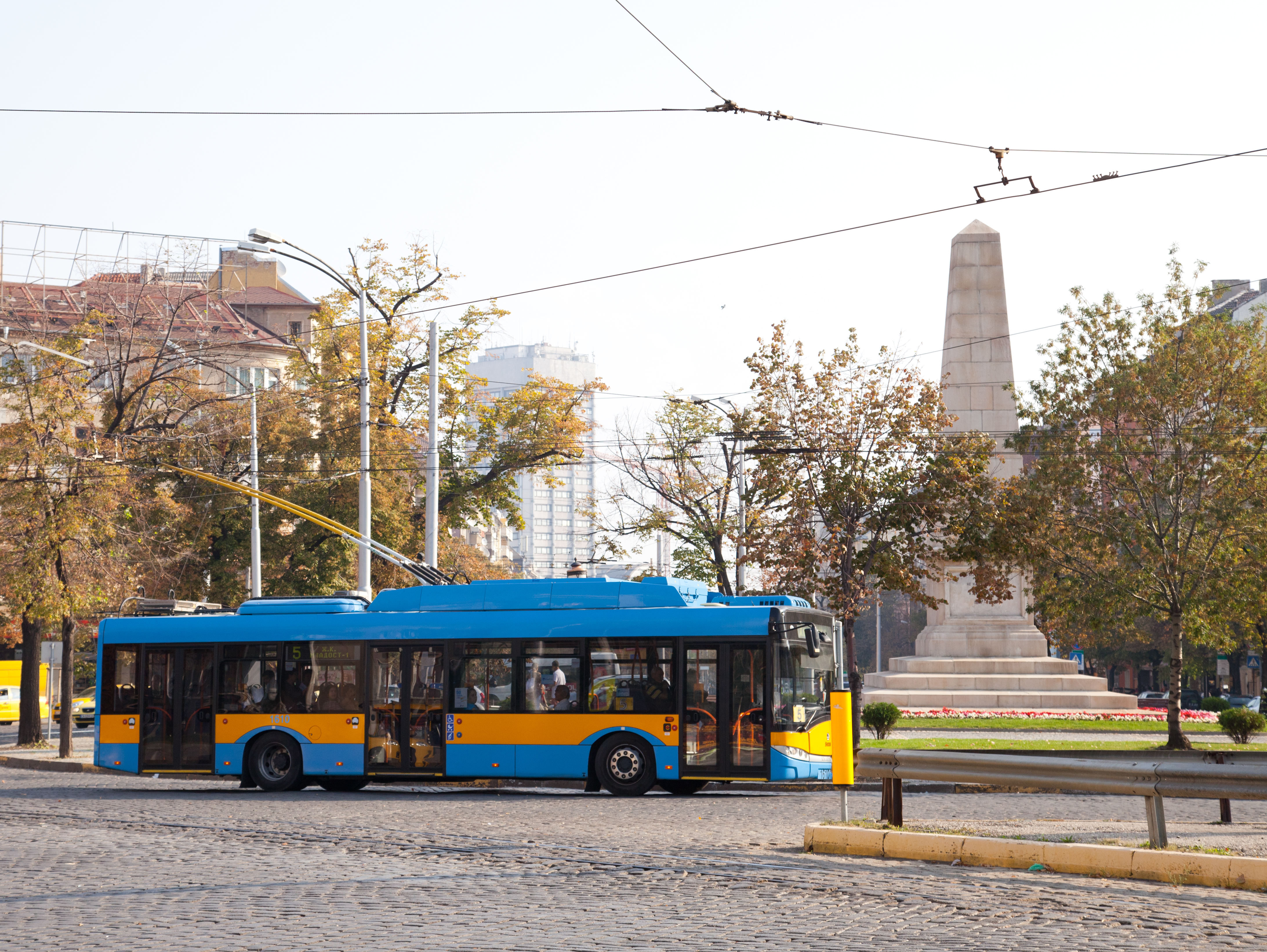
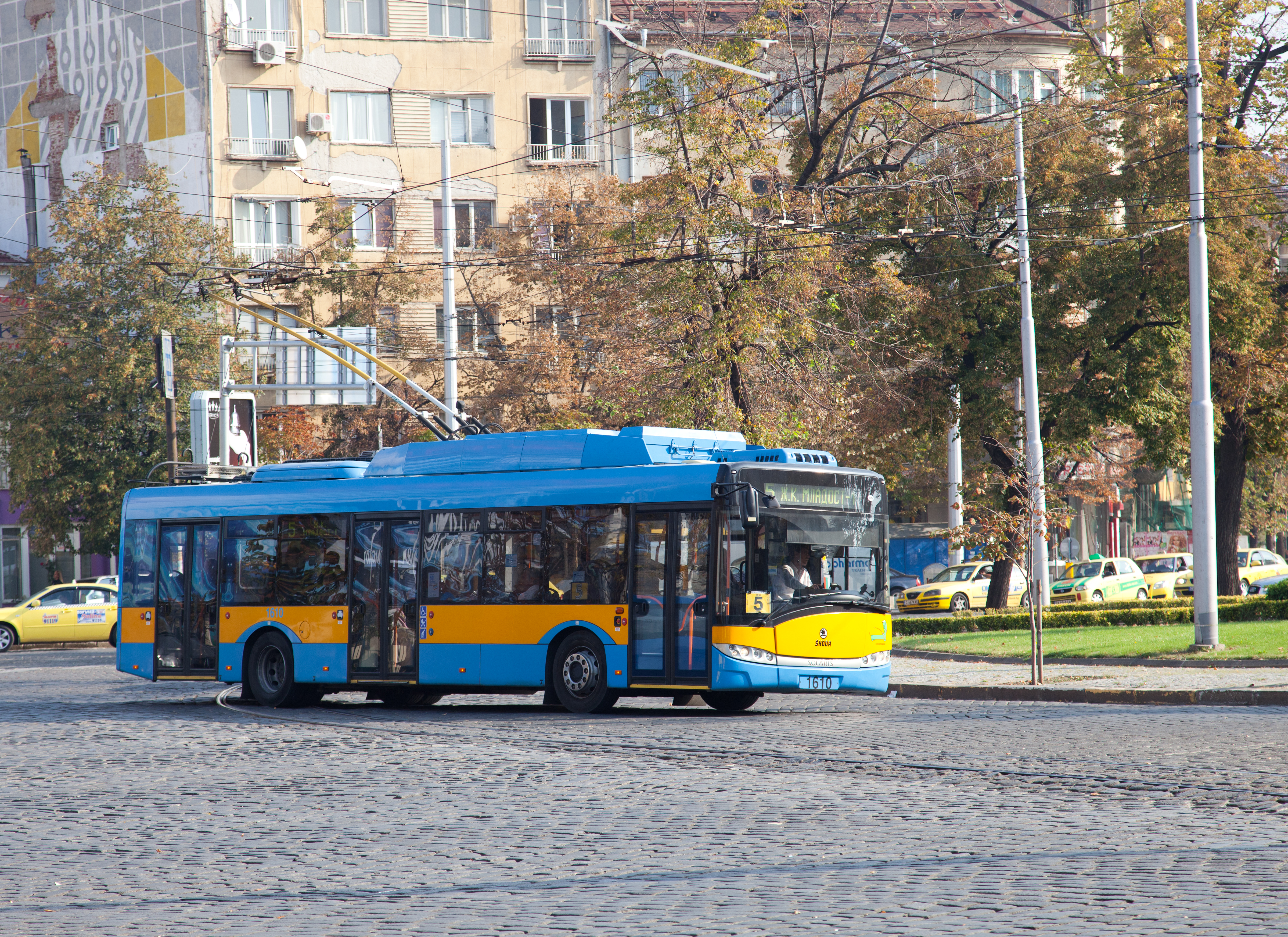
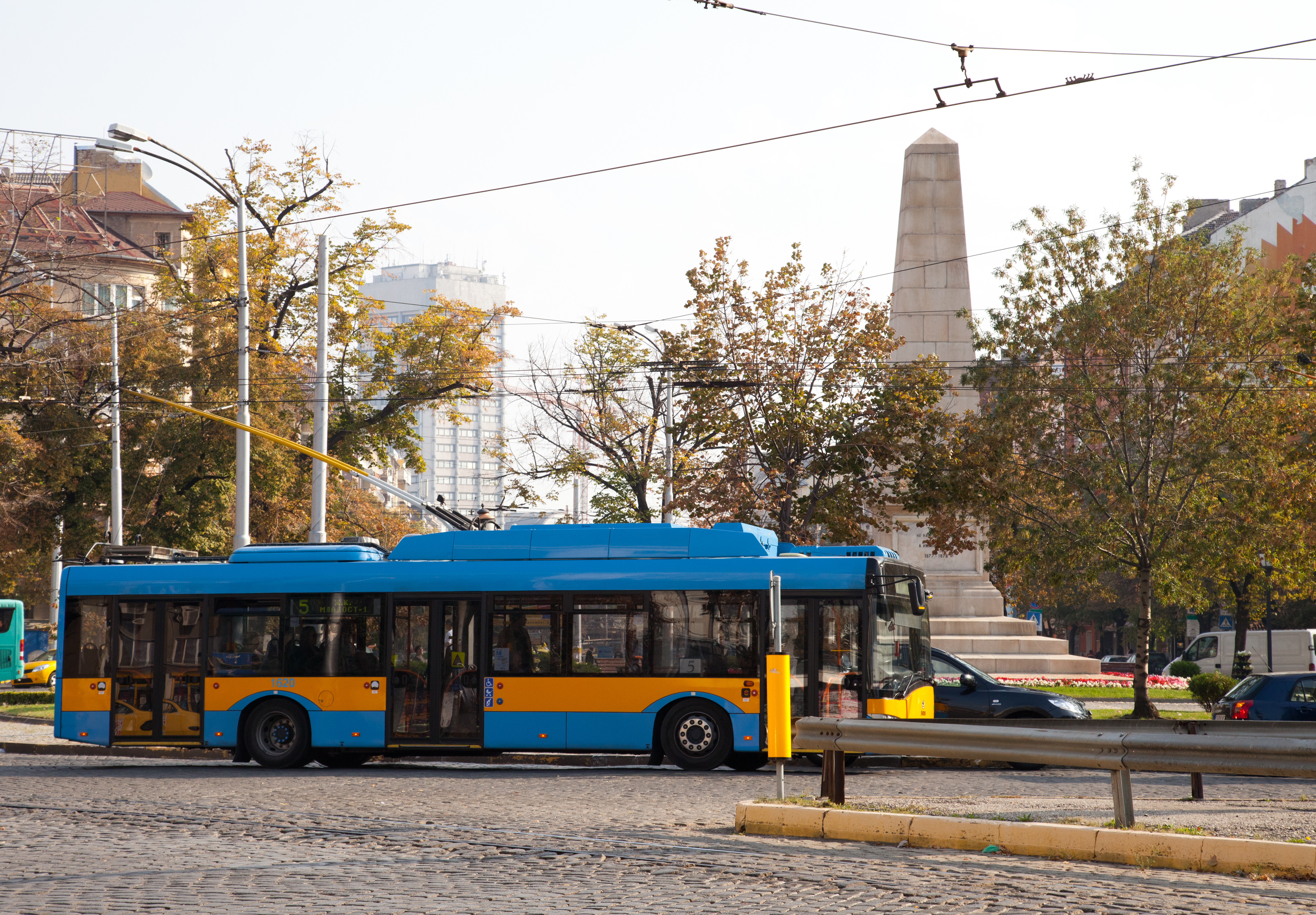
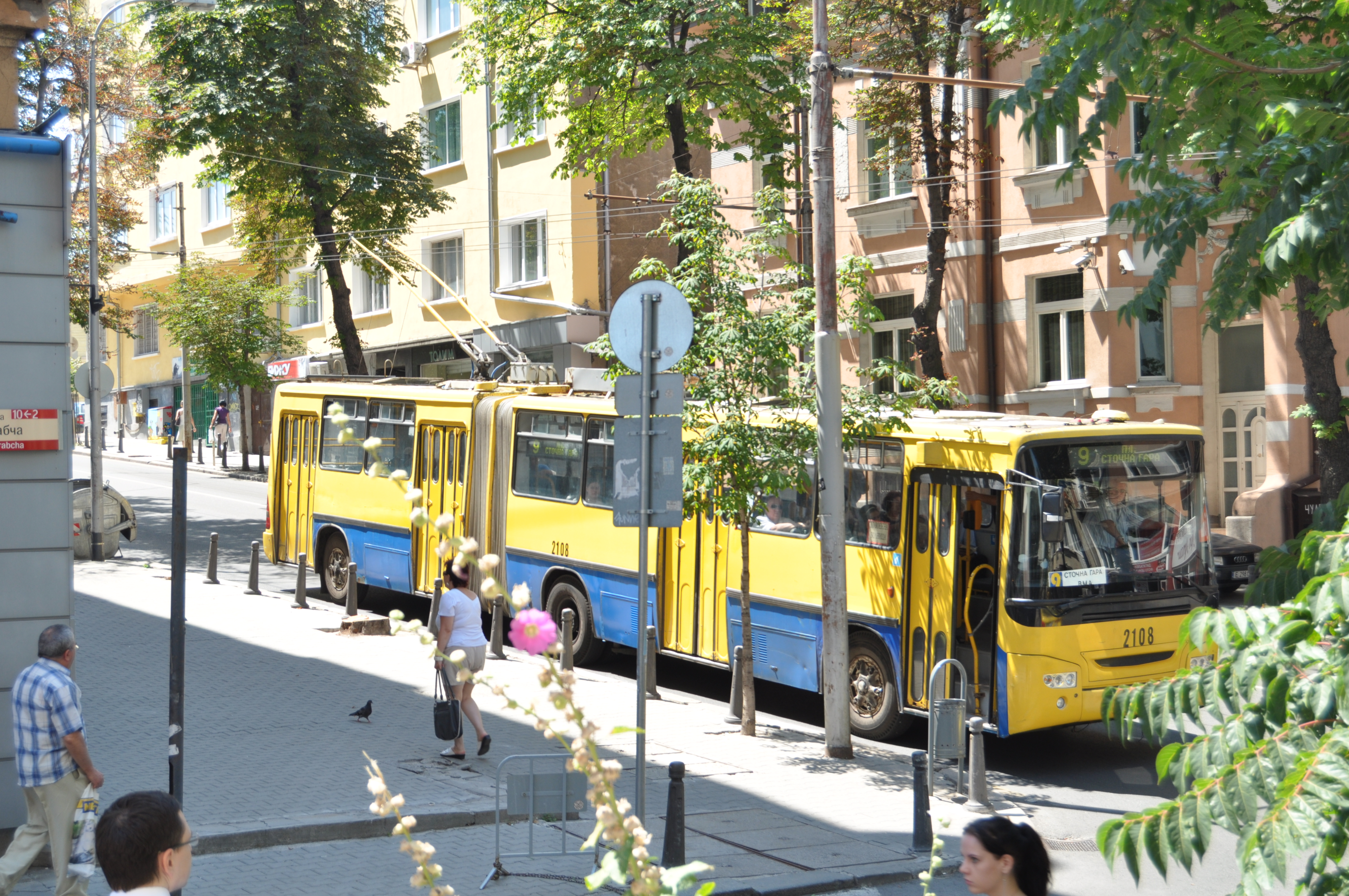
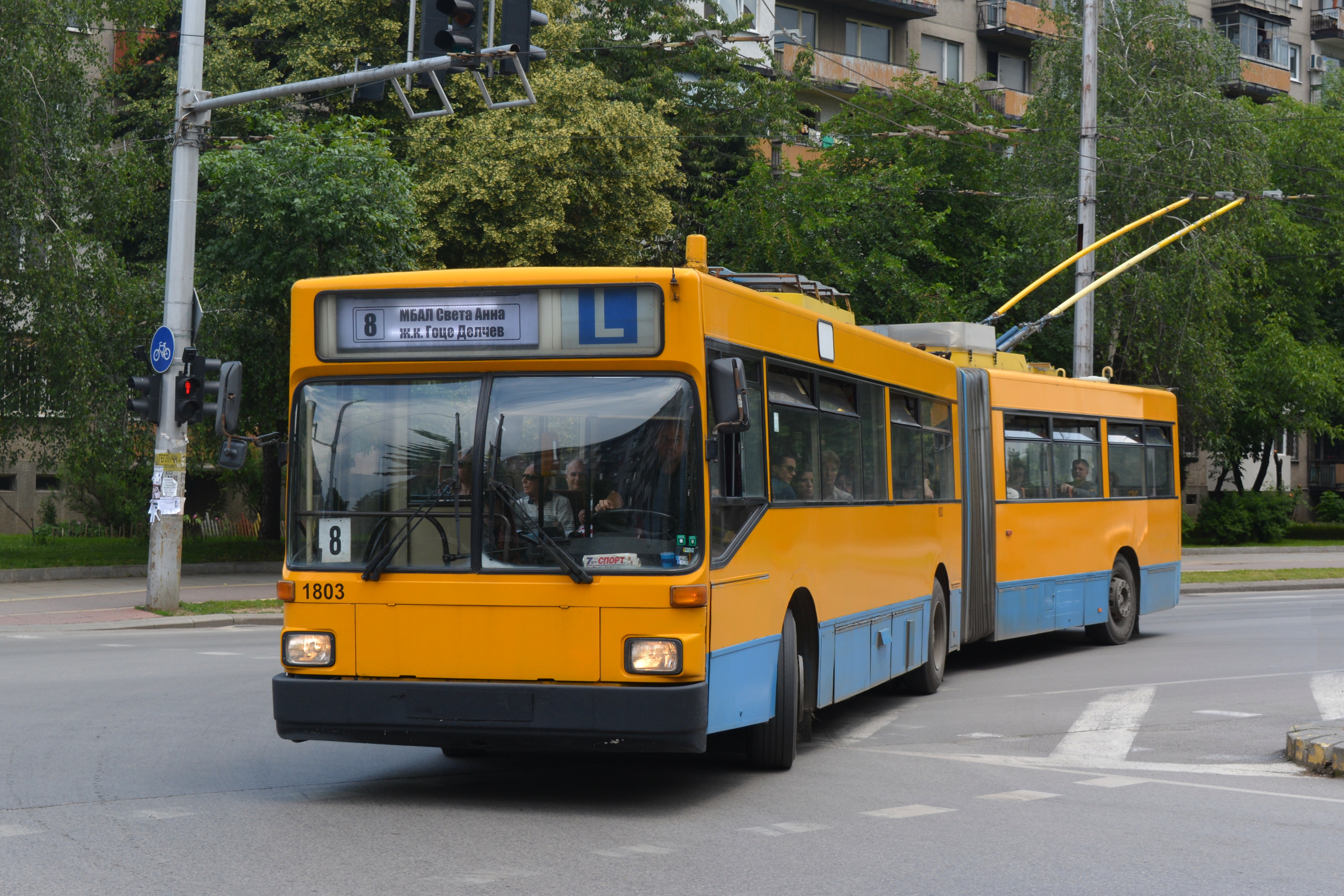
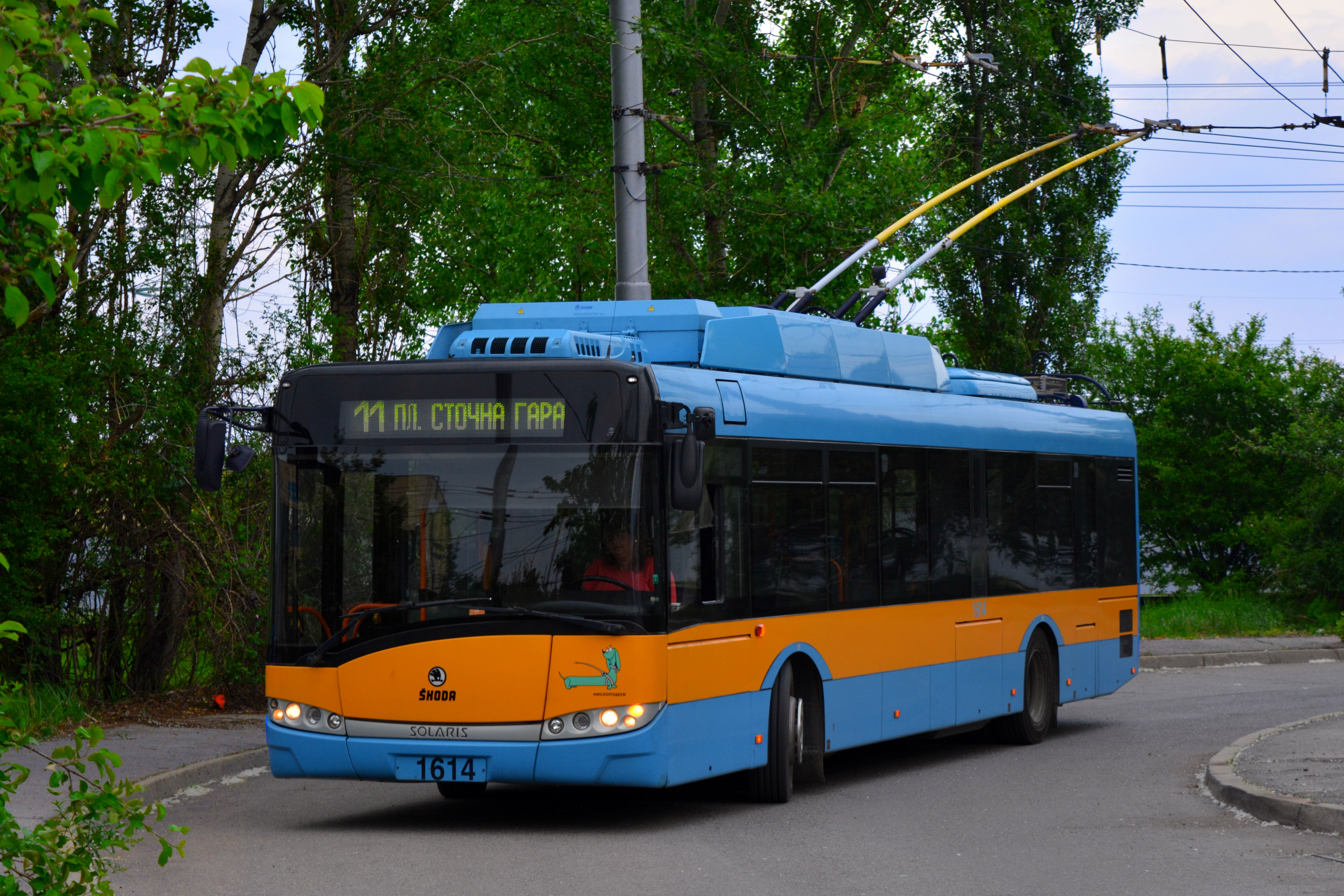
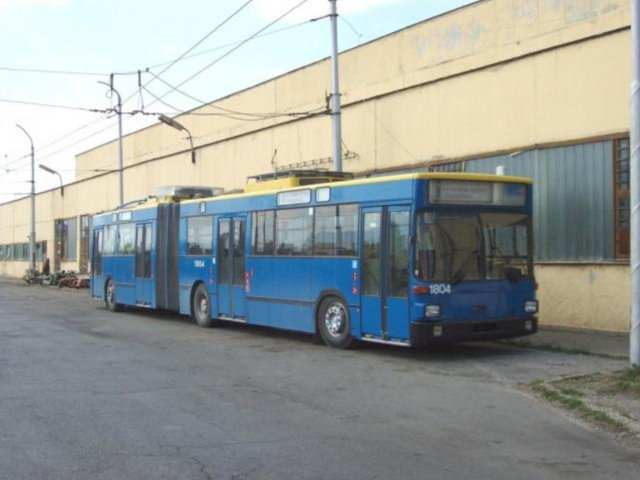
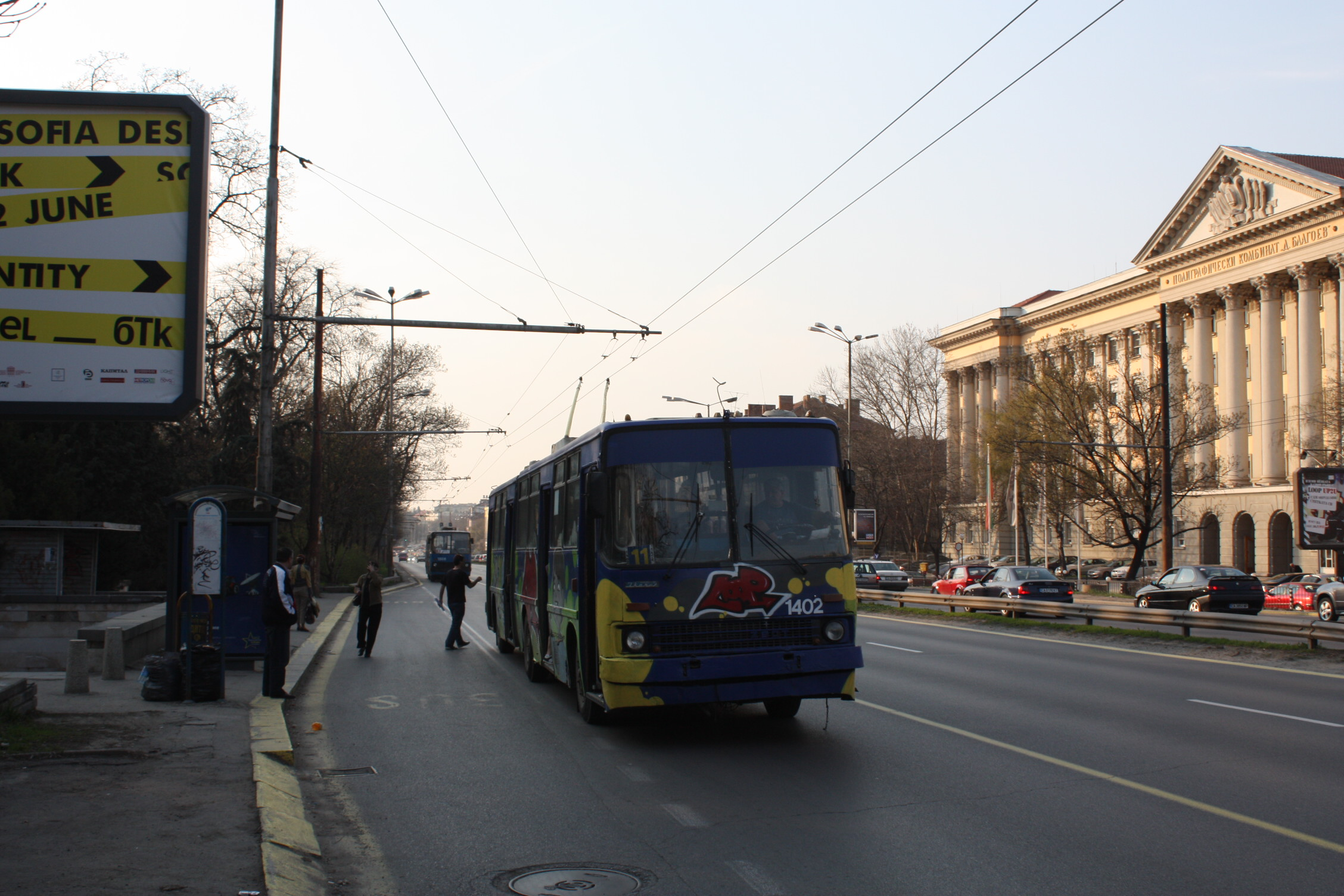
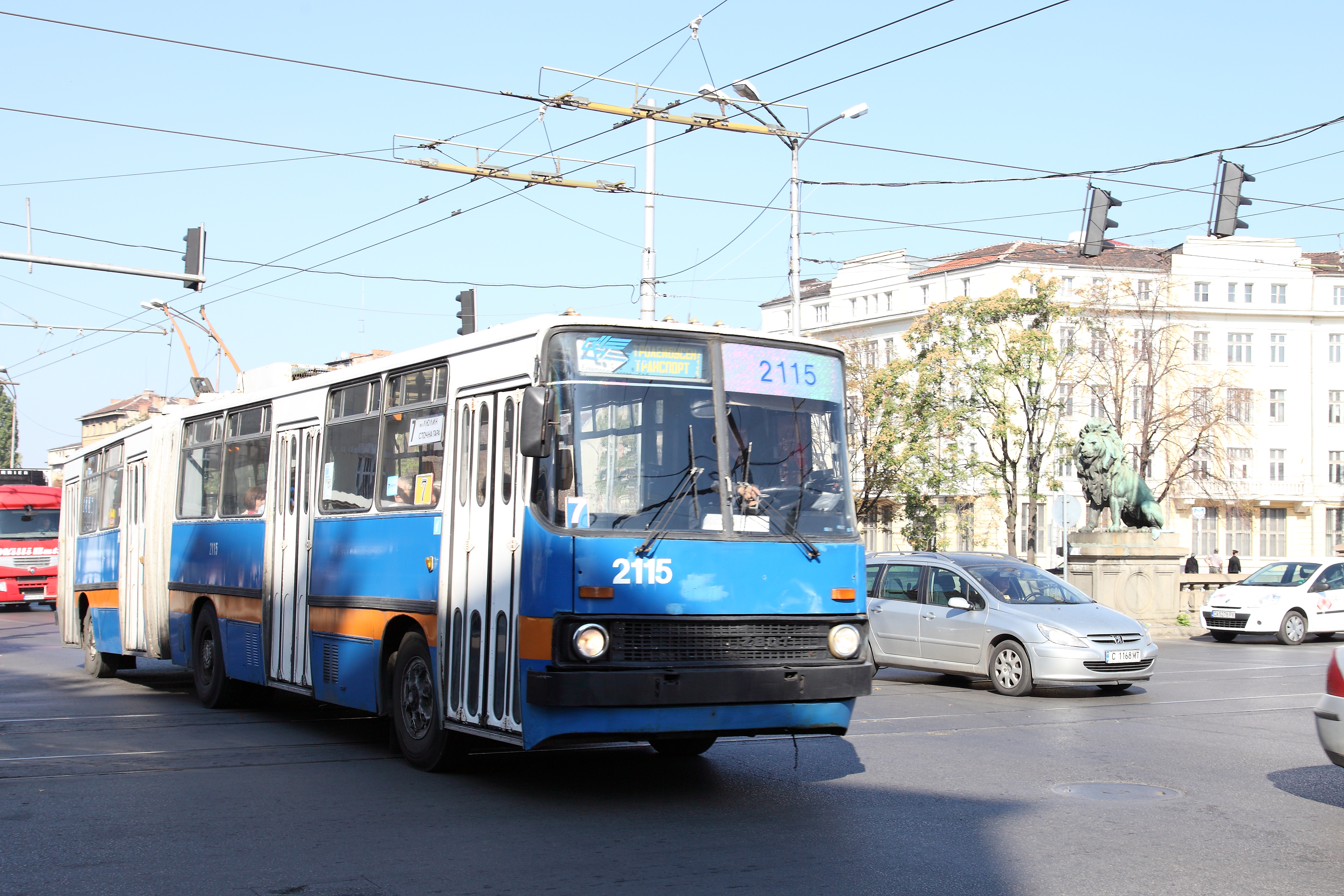
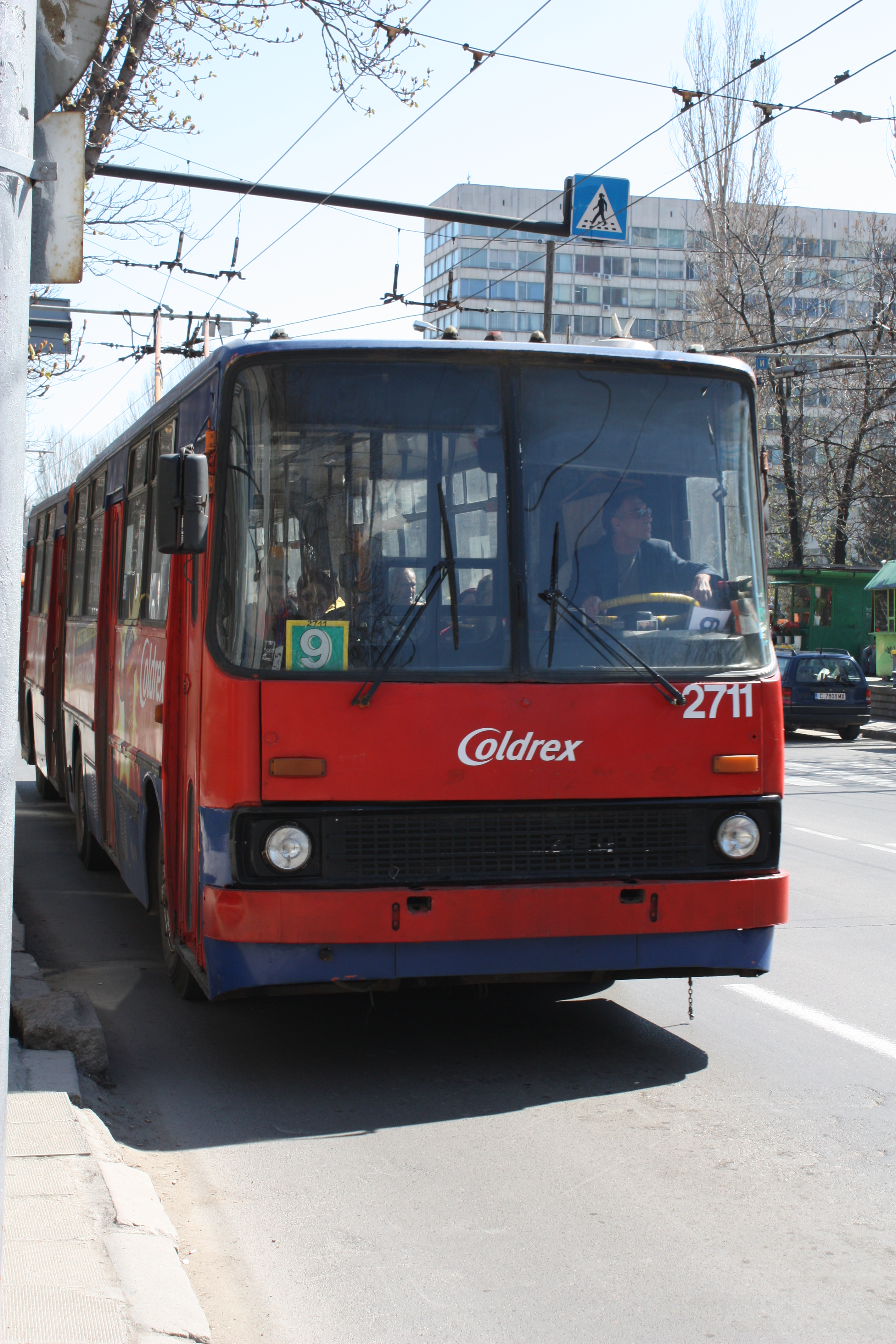
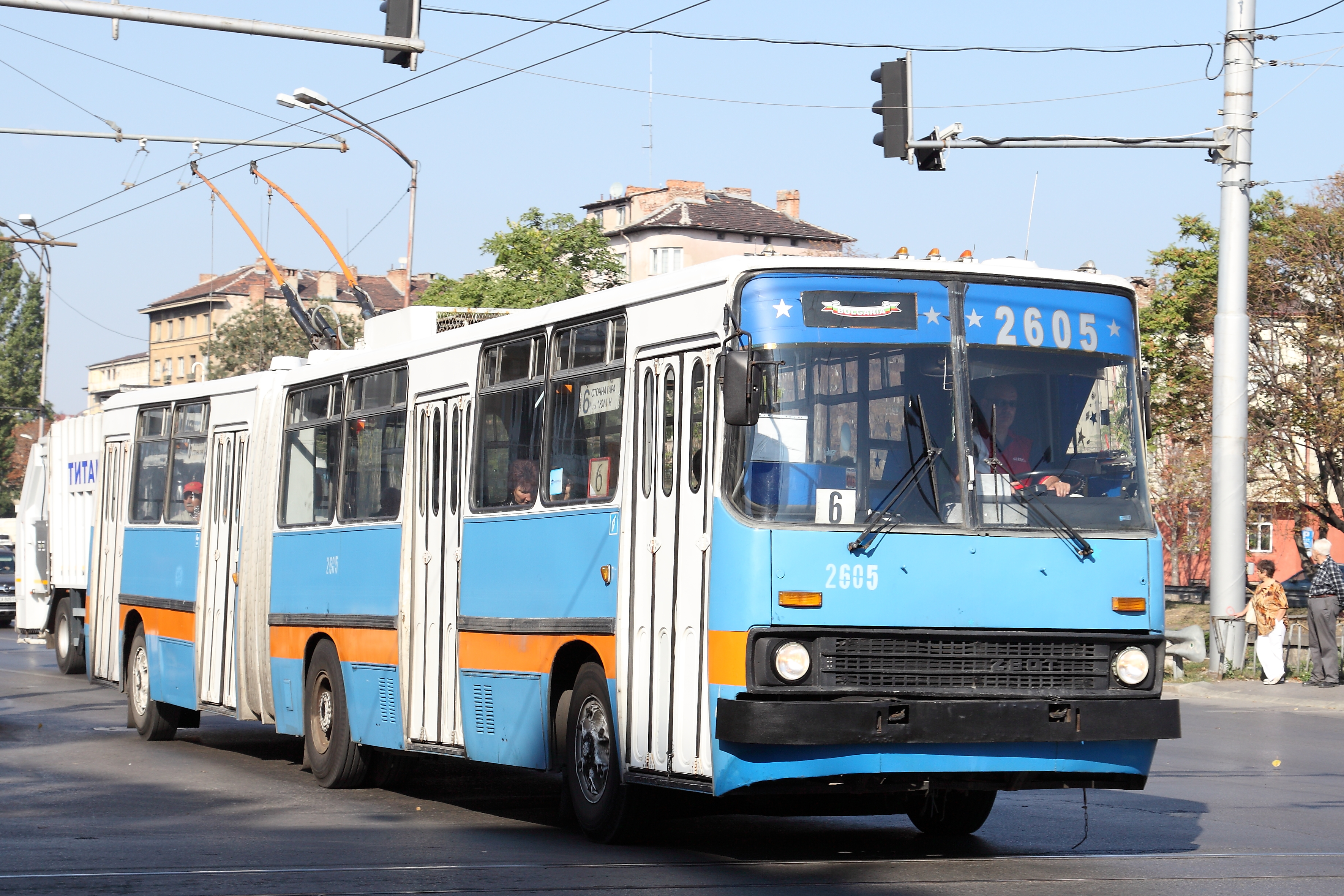
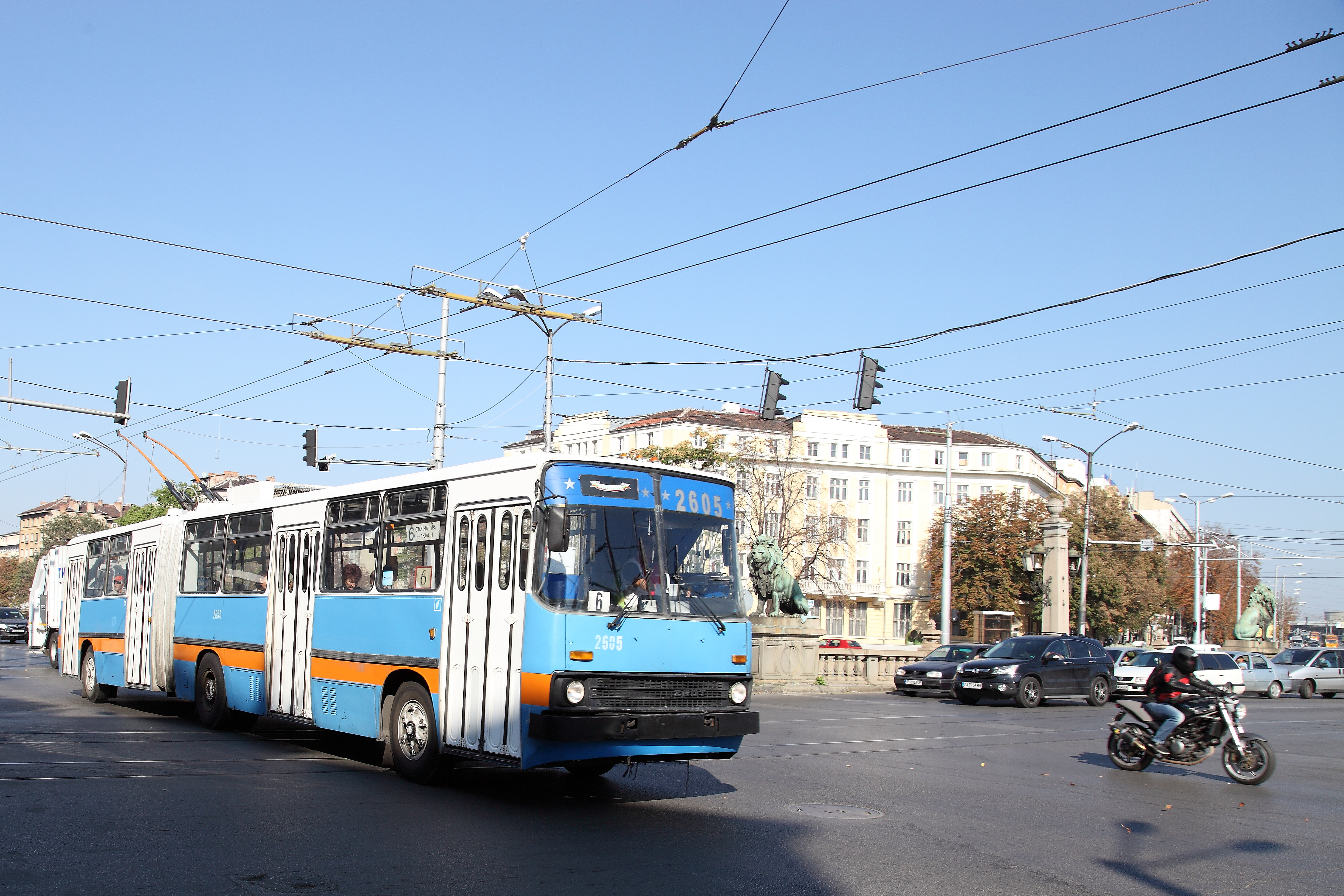
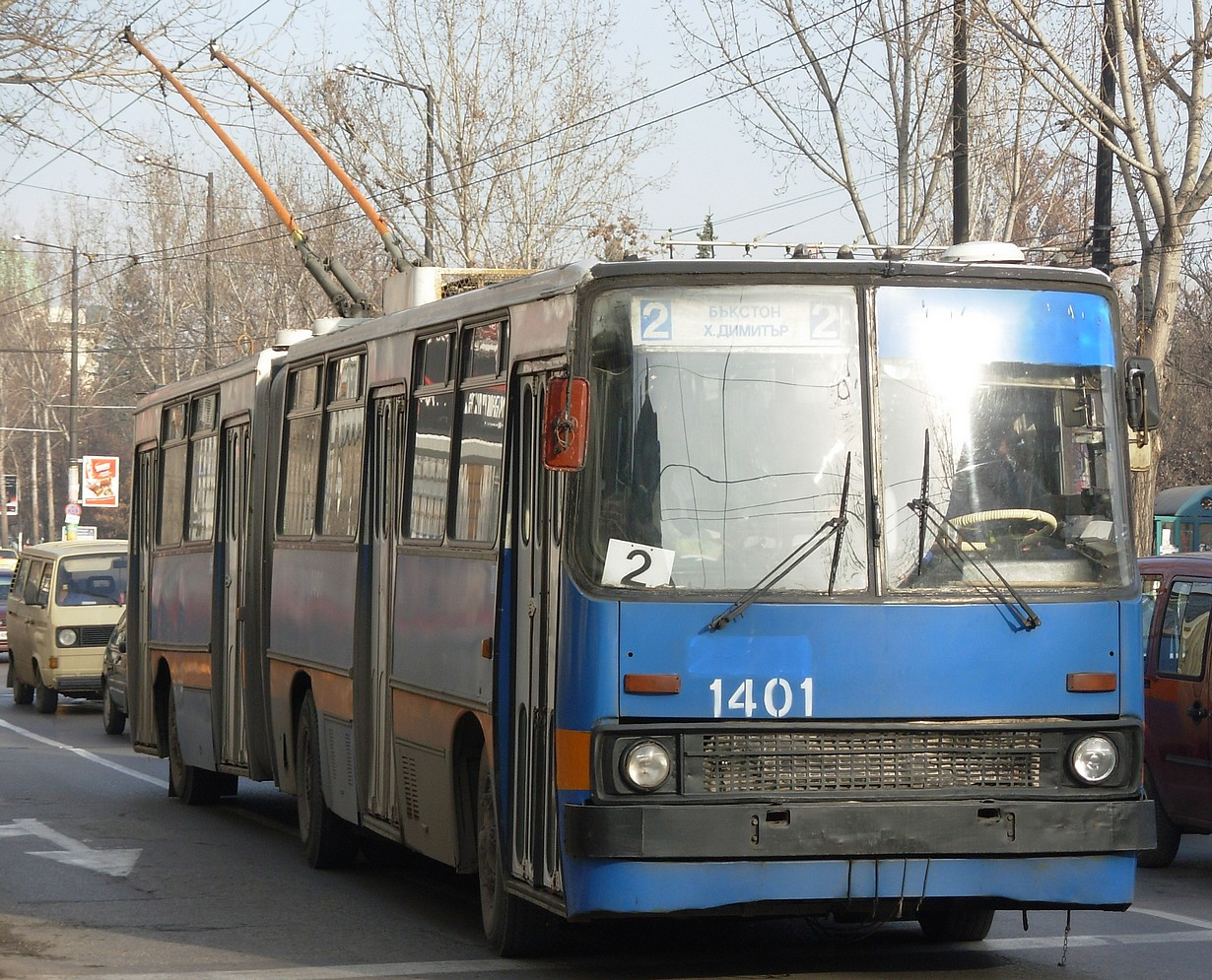
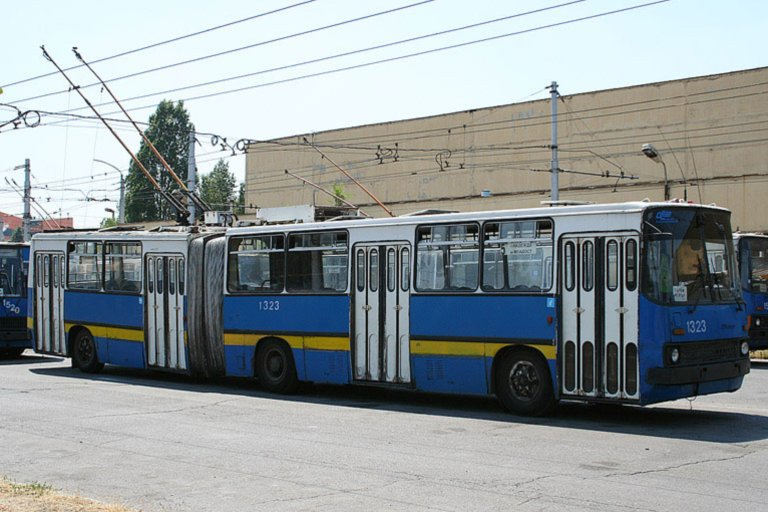
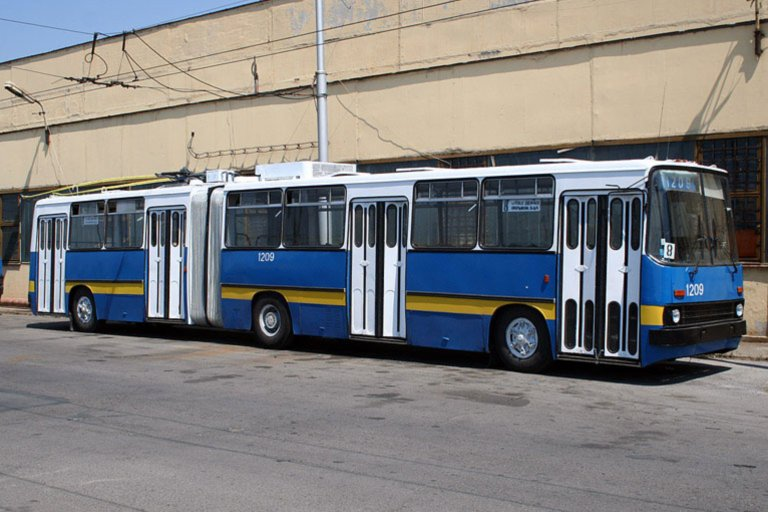
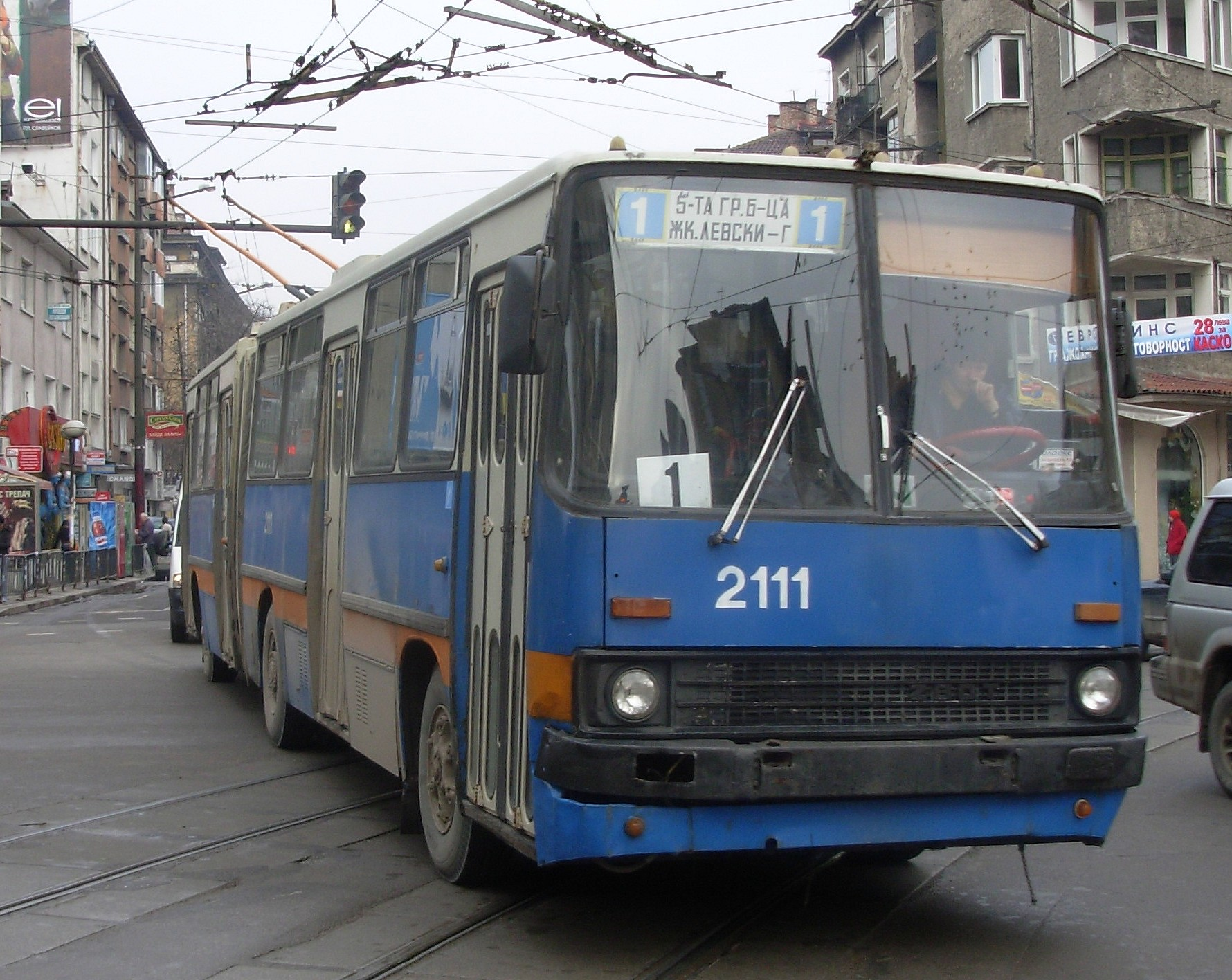
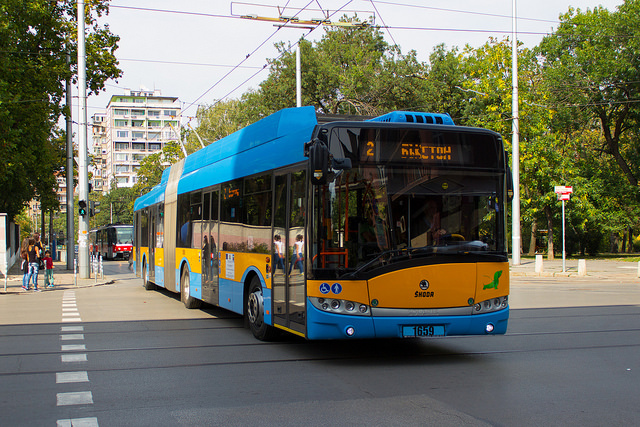
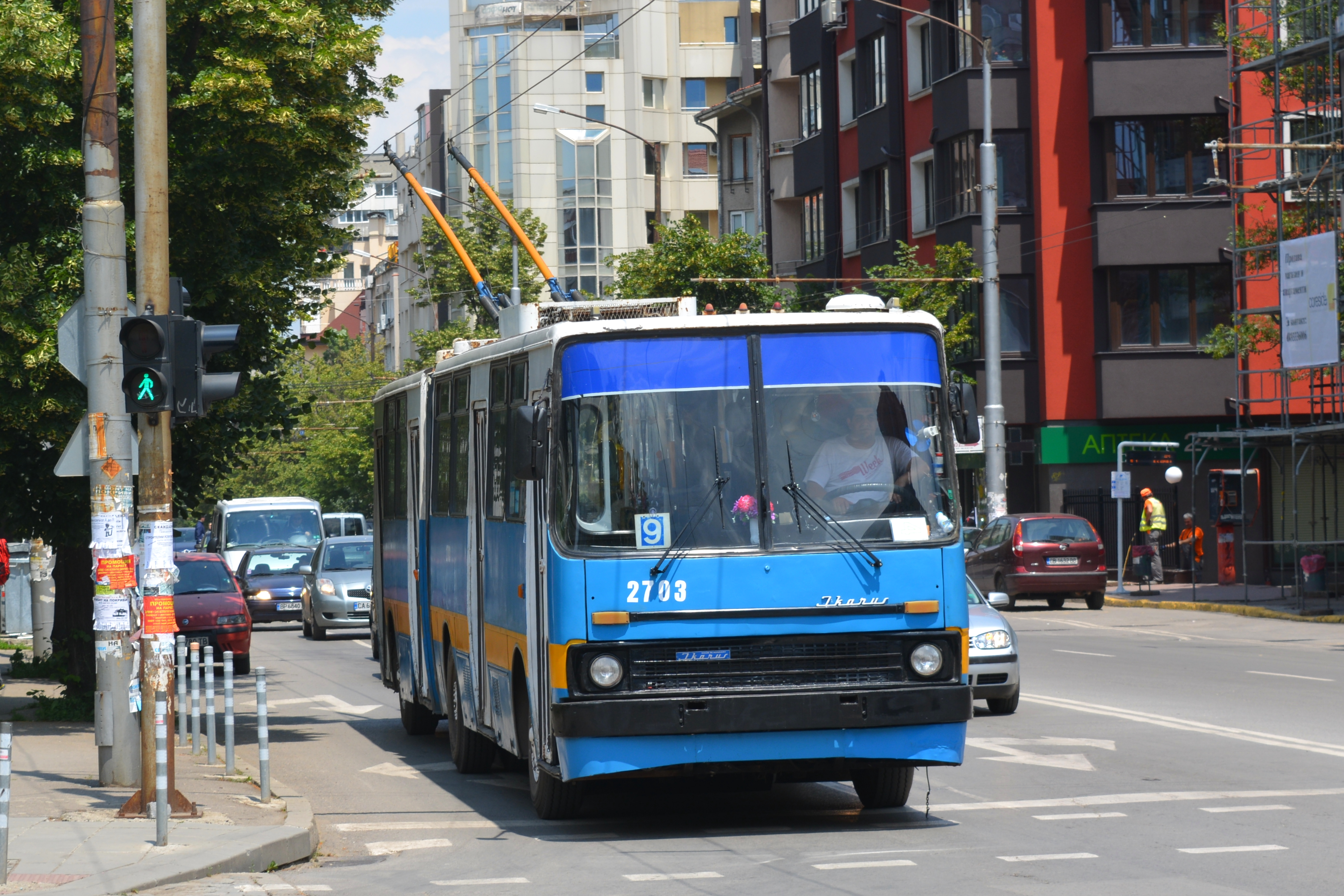

## Виноски
1. ↑  Історія тролейбусного транспорту (в Софії) [Архівовано 2010-08-06 у Wayback Machine.] на Офіційний сайт міського транспорту Софії [Архівовано 2011-01-06 у Wayback Machine.] (болг.)
2. ↑  Софійський тролейбус на сторінці Софійського електротранспорту на transphoto.ru («суміщений трамвайно-тролейбусний сайт») (рос.)